# Basil Wilson Duke

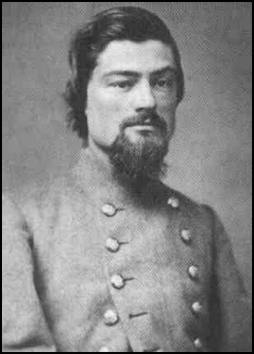
Basil Wilson Duke

Basil Wilson Duke (* 28. Mai 1838 in Georgetown, Scott County, Kentucky; † 16. September 1916 in New York City) war ein Brigadegeneral der Konföderiertenarmee im Sezessionskrieg.

## Werdegang
Duke wurde 1838 in Kentucky geboren, studierte nach seiner normalen Schulzeit Jura und ließ sich nach seiner Zulassung in St. Louis, Missouri als Anwalt nieder.
Bei Ausbruch des Sezessionskrieges kehrte er nach Kentucky zurück und trat als 2nd Lieutenant in die Lexington Rifles ein, die von seinem Schwager, Brigadegeneral John Hunt Morgan, kommandiert wurden. 1864, nach dem Tod von Morgan, wurde er zum Brigadegeneral befördert und übernahm dessen Kavallerie. Im April und Mai 1865 begleitete er Präsident Jefferson Davis und die Regierung der Konföderierten auf deren Flucht vor den Unionstruppen.
Nach Kriegsende ließ sich Duke in Louisville (Kentucky) nieder, arbeitete weiter als Anwalt und als Berater der Louisville and Nashville Railroad. Ab 1880 brachte er das Veteranenmagazin Southern Bivouac heraus und schrieb zwei Bestseller.

## Werke
- A History of Morgan’s Cavalry (1867); ISBN 1-879941-29-5
- The Civil War Reminiscences of General Basil W. Duke  (1911); ISBN 0-8154-1174-X